# Microfilm

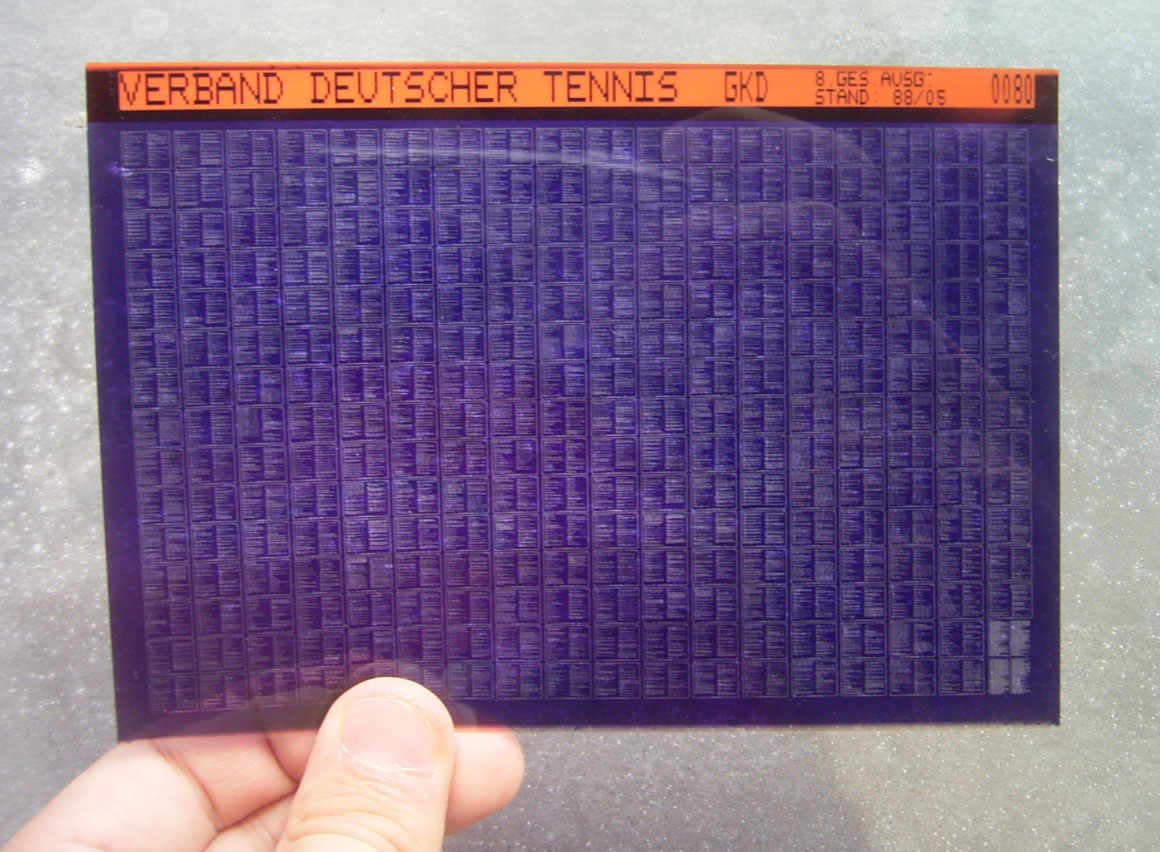
Een microfiche

Microfilm is transparant fotografisch materiaal waarop in sterk verkleinde vorm de bladzijden van een tekst of andere informatie is afgedrukt. Het komt voor als 16 mm brede film die op spoelen gewikkeld wordt of als kaarten ter grootte van een briefkaart. Deze laatste vorm wordt microfiche genoemd. Het beeld op microfilm is vrijwel altijd negatief.
Een microfiche bevat in rijen een aantal bladzijden tekst. Na plaatsing in een leesapparaat kan men een deel van de tekst vergroot op een scherm zien. Men kan met de hand horizontaal en verticaal schuiven om een gedeelte te selecteren.
Een filmspoel bevat pagina's naast elkaar. Nadat de spoel in een leesapparaat wordt geplaatst, kan men vaak met variabele snelheid elektrisch door- en terugspoelen.
Bij beide systemen is het vaak mogelijk bladzijden op papier af te drukken.
In een wetenschappelijke bibliotheek en abdij wordt deze drager om informatie op te slaan nog vaak gebruikt.
Microfiches zijn o.a. in genealogische archieven bekend. De mormonen, begaan met genealogie, maken er vaak een erezaak van het genealogisch erfgoed te bewaren door deze op microfilm te zetten. Deze opslagmethode vergt echter veel onderhoud.
Microfiche is op dit moment nog het medium dat het meest betrouwbaar is voor conservering van informatie voor de langere termijn. Microfilm is echter zeer kwetsbaar gebleken; veel van de mormoonse opnamen op microfilm van kort na de Tweede Wereldoorlog zijn reeds zo afgesleten dat ze verkruimelen.
Dit komt vooral omdat er gewerkt werd vanuit het origineel en niet vanuit een relatief goedkope gebruikerskopie. Indien men wel van een gebruikerskopie zou hebben gewerkt, zou men relatief gemakkelijk een nieuwe kopie van het intacte origineel hebben kunnen vervaardigen.
De toegankelijkheid van microfilms is echter voor de eindgebruiker niet ideaal: niet alleen zijn er de fysieke handelingen, maar bovendien ontbreekt een zoekmogelijkheid. De informatie kan naar digitale dragers worden overgezet als afbeeldingen van pagina's, of ook met digitalisering van de tekst, zodat die doorzoekbaar wordt.
Microfiches zijn in de autobranche lang gebruikt als medium om technische gegevens op te slaan. Iedere dealer kon zo opzoeken welke onderdelen in een bepaald model, type en modeljaar van een auto zijn gebruikt. De opkomst van computers heeft microfiches (in de autobranche) overbodig gemaakt.